# Pittosporum kauaiense
Pittosporum kauaiense är en tvåhjärtbladig växtart som beskrevs av Wilhelm B. Hillebrand. Pittosporum kauaiense ingår i släktet Pittosporum och familjen Pittosporaceae. Inga underarter finns listade.